# Зајде Баџа
Зајде Баџа : ромско култно место је стручна монографија историјског социолога, социолога религије и ромолога, доктора социологије и ванредног професора на Универзитету у Нишу Драгана Тодоровића и социолога религије, ромолога и кафанолоага Драгољуба Б. Ђорђевића, објављена 2017. године у заједничком издању ЈУНИР-а и Машинског факултета из Ниша и Прометеја из Новог Сада. Превод на ромски Баја Саитовић Лукин, на енглески Бранислав Ђорђевић, на немачки Берислав Жупарић.

## О ауторима
- Драган Тодоровић (1971) је редовни професор на департману за социологију Филозофског факултета, Универзитета у Нишу. Уредник је серије Philosophy, Sociology, Psychology and History часописа Facta Universitatis Универзитета у Нишу. Самостално и у коауторству је написао и приредио 30 књига и зборника.[3]
- Драгољуб Б. Ђорђевић (1954) је доктор социолошких наука, социолог религије, ромолог и кафанолог, редовни професор Социологије културе и морала и Професионалне етике инжењера, био шеф катедре за друштвене науке Универзитета у Нишу – Машински факултет, специјализирао социологију религије на Филозофском факултету Московског државног универзитета „Ломоносов“ и на Институту за друштвена истраживања Свеучилишта у Загребу. Добитник је Награде Десимир Тошић 2011. године за најбољу књигу из публицистике Казуј крчмо Џеримо. Аутор и приређивач је преко педесет књига и зборника.[4]

## О књизи
Књига Зајде Баџа : ромско култно место је настала у оквиру пројекта Одрживост идентитета Срба и националних мањина у пограничним општинама источне и југоисточне Србије.
Књига садржи приштампани текст под насловом Зајде Башће : ромско култно место ауторке Ксеније Трофимове. Оба рада су штампана у међусобно обрнутим смеровима.
Зајде Баџа : ромско култно место је стручна монографија којој је упоредо српски и ромски текст, као и енглески и немачки превод.
Књига је посебан истраживачки подухват који је обрада Зајде Баџе, вишевековног култног места нишких Рома. Култно место је утемељено на изворној отоманској легенди о побожној девојци/жени, Туркињи која је вероватно живела у Нишу у 16. веку.
Култно место Зејде Баџа је све до краја 19. века било ексклузивно култно место нишких Турака, а са ослобађањем Ниша од истих, Зејде Баџа се формира као особено исламско-хришћанско светилиште, са Ромима као искључивим наследницима легенде о Зајди Баџи. Данас ово култно место посећују, поштују и славе сви Роми без обзира на претке, конфесионално порекло, актуелну вероисповест или религиозни статус. Роми на примеру поштовања и очувања култног места Зајде Баџе на најбољи начин презентују изворно вишевековно искуство живота у мултиетничким и вишеверским друштвима.
Зајде Баџа или Зајде Башча као култно место је покривени и окречени део зида Тврђаве између два дрвета, два лимена постоља за свеће и букет цвећа у средини. Скромно место које опстаје кроз историју дугу пет векова.